# Glacier Ridge
Glacier Ridge ist ein zwischen 600 und 2200 m hoher, 7 km langer und 1,3 km breiter Gebirgskamm mit nordsüdlicher Ausrichtung auf der antarktischen Ross-Insel. Der Gebirgskamm ist komplett vergletschert und endet am Südhang des Mount Erebus 3,4 km nordwestlich des Tyree Head.
Das New Zealand Antarctic Place-Names Committee benannte ihn im Jahr 1999 nach dem Eisbrecher USS Glacier, der zwischen 1955 und 1987 an zahlreichen wissenschaftlichen Einsätzen in der Antarktis beteiligt war.